# ریموند کلیبانسکی
ریموند کلیبانسکی (Raymond Klibansky) (15 اکتبر ۱۹۰۵ - ۵ آگوست ۲۰۰۵) مورخ فلسفه و هنر بود.
او در پاریس به دنیا آمد و در دانشگاه کیل، دانشگاه هامبورگ و دانشگاه روپرشت-کارلز هایدلبرگ تحصیل کرد و در آنجا در سال ۱۹۲۸ مدرک دکتری گرفت. از سال ۱۹۲۷ تا ۱۹۳۳ دستیار آکادمی هایدلبرگ و از ۱۹۳۱ تا ۱۹۳۳ مدرس فلسفه در دانشگاه هایدلبرگ بود. او در سال ۱۹۳۳ با خانواده خود به ایتالیا و سپس به بروکسل رفت و سرانجام در آکسفورد، از سال ۱۹۳۶ تا ۱۹۴۶ در کالج اوریل، آکسفورد، مدرس بود. کلیبانسکی در سال ۱۹۴۶ استاد منطق و متافیزیک در دانشگاه مک گیل فروثینگهام شد. از سال ۱۹۶۶ تا ۱۹۶۹ او رئیس مؤسسه بین‌المللی فلسفه و متعاقباً رئیس افتخاری آن بود. او از سال ۱۹۸۱ تا ۱۹۹۵ عضو کالج ولفسون آکسفورد و پس از آن عضو افتخاری آن کالج بود.
کلیبانسکی به دعوت سید حسین نصر به ایران آمد و با شهبانو فرح پهلوی دیدار کرد. در این دیدار کلیبانسکی که رئیس وقت مؤسسهٔ بین‌المللی فلسفه در فرانسه بود، پیشنهاد کرد که ایران که مرکز بزرگ فلسفه و تاریخ بوده است، خوب است که مرکز فلسفه داشته باشد. پیرو این پیشنهاد انجمن شاهنشاهی حکمت و فلسفهٔ ایران را سید حسین نصر پایه گذاشت.
- Ein Proklos-Fund und seine Bedeutung, Heidelberg 1929 (Sitzungsberichte der Heidelberger Akademie der Wissenschaften. Philosophisch-historische Klasse, vol. 19, 1928–29, n. 5)
- The Continuity of the Platonic Tradition during the Middle Ages, London 1939 (repr. 1981)
- Le philosophe et la mémoire du siècle: tolérance, liberté et philosophie. Entretiens avec Georges Leroux, Les Belles Lettres, Paris 1998
- Idées sans frontières. Histoire et structures de l’Institut international de philosophie (with Ethel Groffier), Les Belles Lettres, Paris 2005

1. 1 2  "Raymond Klibansky". ویکی پدیا انگلیسی (به انگلیسی). 14 January 2023.
2. ↑  https://www.youtube.com/watch?v=Q4hSjyT4-8o